# Література XVIII століття
Просвітницький класицизм — умовний період в історії світової літератури, що охоплює XVIII століття (в окремих країнах кінець XVII або початок XIX століття). Цей період позначений подальшим поглибленням нерівномірності літературного процесу у світі. У Західній Європі це був досить чітко окреслений літературний період, що позначений пов'язаними між собою художніми та ідейними напрямами Просвітництва і сентименталізму. У країнах Сходу література продовжувала мати риси попередніх епох, що випливали ще з середньовіччя.

## Літератури Заходу

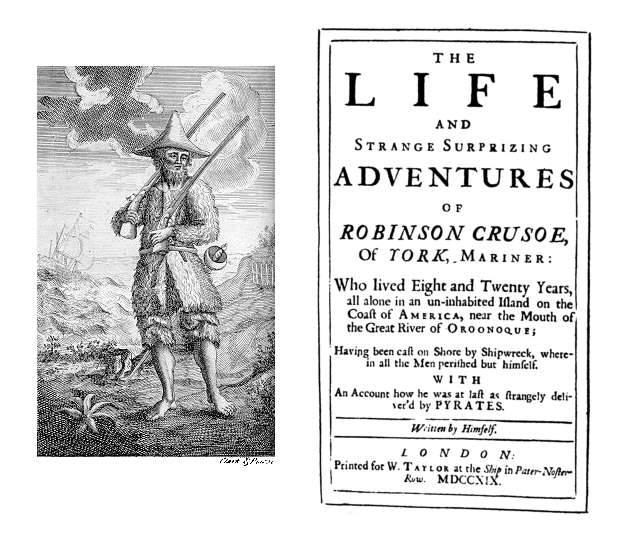
«Робінзон Крузо», видання 1719 року

### Естетика

#### Стильовий злам
У літературі 18 століття відбувається серйозний стильовий злам. Практика універсальних стильових систем залишається у минулому. Мистецтво, насамперед література, стають окремою сферою культурного життя і вже не виражають сукупні культурно-історичні прагнення своєї доби. Естетичні системи втрачають значення всезагальності. Розходяться шляхи різних видів мистецтва: літератури і театру, театру і музики. Поет більше не використовує спільний стильовий запас доби, він створює власну систему стилю і підпорядковує її своєму особистому задуму.

#### Національний характер літератур
У кожній країні література мала яскраво виражений національний характер у залежності від своєрідності історичного Прокляті комісії рис і традицій. Хоча для всієї епохи були характерні деякі спільні риси, виражені у явищі Просвітництва та течії сентименталізму.

#### Просвітницька естетика
Просвітителі підпорядкували свою творчість завданню перебудови суспільства. Головним принципом просвітницької естетики стало утвердження виховної ролі мистецтва, демократичної ідейності. Використавши вчення Аристотеля про мистецтво, просвітителі заклали теоретичні основи реалізму, що розвинувся вже у мистецтві 19 століття.
Твори просвітителів вирізняє концептуальність, вони глибоко філософічні. У ряді випадків це своєрідні белетризовані філософські трактати. Звідси і певна раціоналістичність творчості просвітителів. Вони створили жанри публіцистичного філософсько-політичного роману, морально-політичної драми і гротескно-комедійного памфлету. При цьому широко використовували літературні форми старих майстрів: памфлети Лукіана, філософську поему Лукреція, сатиричну літературу Ренесансу: твори Еразма Роттердамського, Франсуа Рабле, Томаса Мора, котрих вони вважали своїми ідейними попередниками.

#### Сентименталізм
Сентименталізм — явище складне і сповнене протиріч. Як ідейний і художній напрям він не тотожний Просвітництву у цілому, але в той же час тісно пов'язаний з останнім. У ряді випадків він був кризою Просвітництва (Англія), в інших майже повністю злився з просвітницькою літературою (Франція, Німеччина).

#### Герой
У європейській літературі герой був новою людиною доби руйнації феодального суспільства, зображеною то в буднях реального побуту, як Том Джонс, Фігаро, Луїза Міллер, то у певній відстороненості від цих буднів, або навіть в узагальнено-філософському плані (Робінзон Крузо, Натан Мудрий, Прометей, Фауст).
Просвітники ввели у літературу героя-простолюдина як позитивний образ. Почали оспівувати його працю, мораль, співчутливо зображати його страждання. При цьому часто критикувались панівні стани, у літературу вводився критичний елемент, що окрім художнього мав і політичне значення. Просвітницький герой — діяльний, впевнений у собі.
Сентименталізм докорінно відрізнявся від класицизму, і частково випливав з Просвітництва. Якщо класицисти оповідали про видатних людей, видатні події та видатні пристрасті, то сентименталісти звернулись до людей простих, пригноблених, слабких. У їхніх героях немає нічого особливого. Страждання їх не дивують і не вражають, зате зворушують. Замість піднесеного і величного, що було у класицистів, сентименталісти принесли у літературу зворушливе. Сентименталізм був також і реакцією на Просвітництво, з його часто надмірною раціоналізацією сюжетів і персонажів. Хоч саме з Просвітництва випливала увага до звичайних людей.

#### Природа
Класицисти природи не помічали, натомість у творах сентименталістів природа зайняла важливе місце. Споглядання її, мирне спілкування з нею простих, незлобивих людей — ось ідеал сентименталістів.

#### Західноєвропейська література

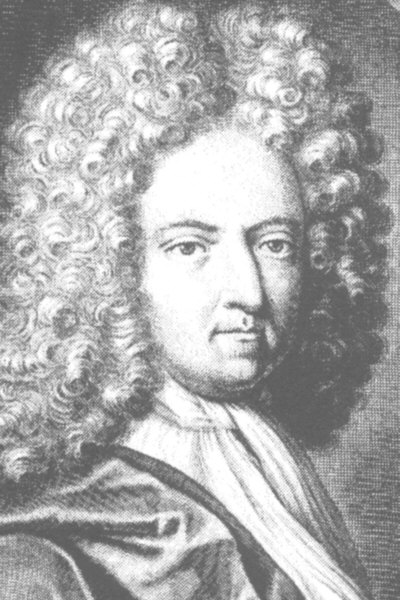
Даніель Дефо

У західноєвропейській літературі просвітницькі тенденції спочатку зародилися в Англії на початку 1700-х років, досягли своєї вершини у середині століття у Франції і перейшли в нову якість наприкінці століття в Німеччині. У літературі виділяється три основні ідейно-стильові напрями:
- Література просвітницького раціоналізму, що найбільшою мірою відбила просвітницькі ідеї.
- Література сентименталізму, до якого також відносять літературу штюрмерства в Німеччині.
- Література веймарських класиків у Німеччині (Шиллер, Гете).

У західноєвропейській літературі цього періоду виділяють такі етапи:
- Література просвітницького раціоналізму в Англії
  - Даніель Дефо (1661-1731)
  - Джонатан Свіфт (1667-1745)
- Література просвітницького раціоналізму у Франції
  - Монтеск'є (1689-1755)
  - Вольтер (1694-1778)
  - Дені Дідро (1713-1784)
  - Бомарше (1732-1799)
- Література сентименталізму в Англії
  - Семюел Річардсон (1689-1761)
  - Генрі Філдінг (1707-1757)
  - Лоренс Стерн (1713-1768)
  - Едуард Юнг (1683-1765)
  - Роберт Бернс (1759-1796)
- Література сентименталізму у Франції
  - Жан-Жак Руссо (1712-1778)
  - Луї-Себастьян Мерсьє (1740-1814)
  - Жан-Анрі Бернарден де Сен-П'єр (1737-1814)
  - Ніколя Ретіф де ля Бретон (1734-1806)
  - Маркіз де Сад (1740-1814)
- Веймарська класика
  - Готгольд Ефраїм Лессінг (1729-1781) (предтеча)
  - Штюрмерство (предтеча)
  - Фрідріх Шиллер (1759-1805)
  - Йоганн Вольфганг Гете (1749-1832)

#### Східноєвропейська література
У 18 столітті активно розвивається культура східної Європи. В Україні 18 століття позначене літературою бароко та класицизму, зароджується українська літературна мова. Реформи Петра І зближують з Заходом Росію, сприяють появі російської світської національної культури. У 1730-1760-х в Росії домінує класицизм, а з 1770-х на арену виходить сентименталізм (Карамзін, Радіщев), розвивається сатира (Фонвізін, Крилов). у Польщі на початку століття завершується період так званого сарматського бароко, а вже в другій половині 18 століття формується новий тип культури під впливом просвітницьких ідей. Розвиваються нові жанри, формуються нові літературні напрямки, провідне місце посідає просвітницький класицизм (І. Красицький). У різних сатиричних жанрах польські сатирики (А. Нарушевич, С. Трембецький, Т. Венгерський) викривають сарматсько-шляхетські звичаї і смаки, а також противників суспільних реформ.
В інших слов'янських землях, у Греції та Угорщині визначальною була ідея національного Відродження, особливо на землях, що перебували під владою турків. Лише в Угорщині та наприкінці століття у Греції можна говорити про включення в загальноєвропейський літературний процес. У Чехії, Молдавії, Валахії, Трансильванії та Болгарії література і тип письменника були специфічні. До складу цих літератур входили історичні твори, хроніки, коментарі, біографії. Багато значних письменників — представники духовенства, а нові світські жанри нерідко виростають з традиційних жанрів духовної літератури («Історія словеноболгарська» Паїсія Хілендарського). Автори цих творів переслідують просвітницьку мету, але у звичайному значенні слова — відкриття читачам знань, розширення їхнього культурного і суспільного світогляду.

#### Літератури Балтійських країн
Розвиток балтійських літератур гальмувався іноземним пануванням — німецьких та данських феодалів. На національних мовах побутують твори фольклору та публікуються книги переважно релігійного змісту, а також календарі. Наприкінці століття у Балтію проникають ідеї європейського Просвітництва. Характерно, однак, що першу антикріпосницьку книгу про латиських селян написав німецький письменник (Г. Меркель «Латиші», 1797). У Литві, що входила до складу Польщі, створювались твори польською мовою, що певною мірою відобразили просвітницьку думку, характерну для польської літератури другої половини століття. Разом з тим у 18 столітті, раніше ніж в інших балтійських народів, у Литві розпочався процес формування національної літератури, що відмічений наприкінці столітті створення твору європейського масштабу — поеми «Пори року» К. Донелайтіса, основоположника литовської літературної мови. Донелайтіс створив національний за змістом твір, де не лише узагальнив досвід європейської описової поезії, а й дотримувався найкращих демократичних тенденцій літератури європейського Просвітництва.

#### Американські літератури

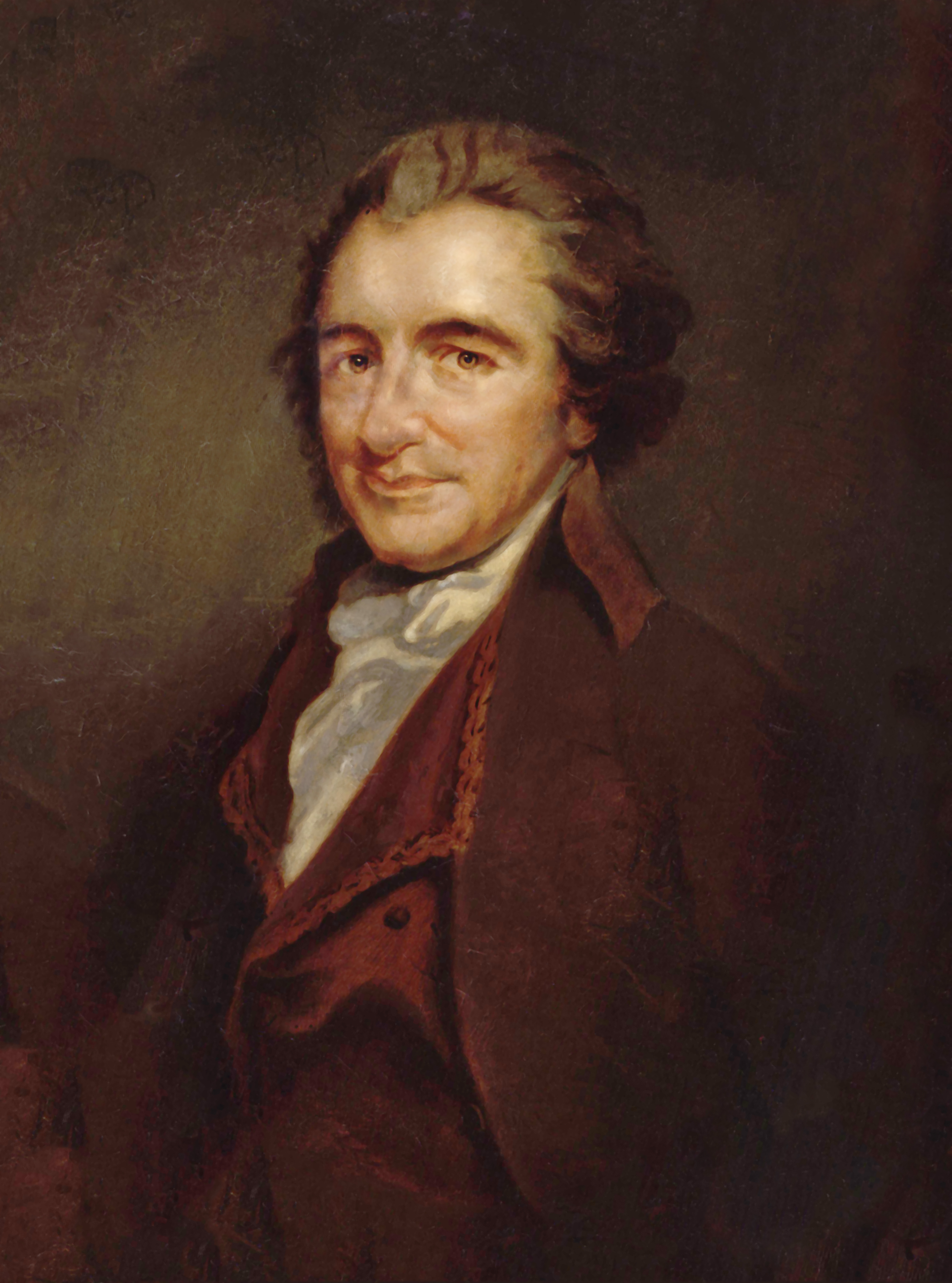
Томас Пейн

В Північній та Південній Америці розвиток просвітницької думки взаємодіє з європейським, але також органічно пов'язано з визвольним рухом проти англійського (утворення США) та португальського (у Бразилії) колоніального панування. Відбувається важливий процес становлення національних культур континенту. Головні досягнення американської літератури цього періоду пов'язані з просвітницькою публіцистикою, найзначнішими представниками якої були:
- Томас Джефферсон (1743-1826)
- Бенджамін Франклін (1706-1790)
- Томас Пейн (1737-1809)

## Літератури Сходу
Майже всі країни Сходу у 18 столітті перебували на стадії Пізнього Середньовіччя. При загальному контрасті між Заходом і Сходом слід відмітити і нерівномірність у розвитку різних країн Сходу.

### Близький і Середній Схід, Південна і Південно-Східна Азія

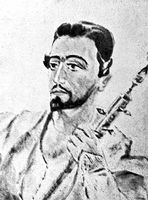
Саят-Нова

Найміцніше утримувався середньовічний лад у країнах Південної та Південно-Східної Азії, у країнах Близького Сходу (за винятком Османської імперії), а також у країнах Середньої Азії. Катастрофічний вплив на долі багатьох народів та культур мали спустошливі війни 18 століття. Окремі поетичні рядки, що збереглись відтоді, сповнені трагізму. «Біди Грузії» — називалась поема грузинського поета Д. Гурамішвілі, котрий ледь врятувався після вторгнення турків. Безперестанні війні і загальний занепад лякали своєю безвихіддю. Туркменський поет Махтумкулі сумує через невлаштованість світу, його трагічне світовідчуття споріднене з поезією німецького бароко періоду спустошливої Тридцятирічної війни. На загальному фоні епігонської поезії періодично з'являються поети першої величини — Саят-Нова у Вірменії, Далай-Лама IV у Тибеті. Продовжується колонізація європейцями країн Азії та Африки, що стикає дві різні культури. Перед лицем вторгнення іноземців дотримання традицій, звернення до древніх пластів культури у країнах Південно-Східної Азії стає однією з форм самозахисту.
В арабських народів, в Ірані, Індії, що пережили пору розквіту літератури кілька століть тому, у 18, як і у 17 столітті, література живе пам'яттю про добу великих поетів і постійно повертається до традиційних мотивів. Ця література не лише не досягає попередніх масштабів, а й нерідко вироджується у просто повторення відомих сюжетних ситуацій, тем та образів. Середньовічна традиція відбивається у панівній ролі поезії. Одне з характерних явищ епохи — популярність у певних колах витонченої, ускладненої за формою поезії. Поети перськомовної частини Індії, Ірану, Середньої Азії, Афганістану багато в чому дотримуються традицій поета 17 століття Беділя, що писав на фарсі. У літературі на фарсі виник цілий напрям, названий його іменем (бедилізм) — філософська (суфійська) поезія складної форми. Схожі явища спостерігаються і в поезії інших народів (ріті-кав'я на гінді, «яванське відродження» на Яві, поезія «хитромудрих строф» в Бірмі тощо). Цю поезію іноді порівнюють з преціозною поезією на Заході, з маринізмом і гонгоризмом. Ускладненість стилю, що охопила поезію, викликала протилежне прагнення протиставити їй ясність та простоту. Звідси — звернення до поетики фольклору та класицистичних традицій. Так, в Ірані виникає поезія «повернення» до художнього досвіду поетів домонгольської доби.
У всіх цих регіонах — від арабських земель на Заході до Філіппін на Сході — проза займає другорядне місце, зберігає середньовічний характер. Художня проза у багатьох країнах ще не отримала жанрової визначеності, не виділилась з різних історичних та географічних описів і культових текстів. Одночасно в різних країнах побутують твори народної літератури, частково усні, частково вже записані.

### Літератури Далекого Сходу
Особливо виділяються літератури Далекого Сходу, особливо китайська, японська, корейська та культурно-історично пов'язана з ними література В'єтнаму. Видатні художні пам'ятки, створені у цей час, загальний підйом у літературі цих чотирьох країн за масштабами зіставний з європейським. Проте відмінності теж відчутні.
18 століття не утворює у літературах Східної Азії окремого періоду чи особливої епохи. Нові тенденції у названих чотирьох країнах з'явились у різних час, починаючи з середини 17 століття і навіть ще з 16 століття. Це лише продовження того підйому, що розпочався раніше. З'являються значні поети і прозаїки, котрих хвилює доля людини у сучасному їм суспільстві, котрі задумуються над тим, чи визначається життя людини фатальною долею, чи реальними обставинами.
Увага до жіночої долі — один з проявів такого підходу до людини у літературі цього регіону. Саме тому, що соціальні та релігійні норми робили долю жінки зовсім нестерпною, боротьба за її людську гідність стала одним з основних мотивів у драматургії японця Тікамацу, у поезії В'єтнаму, у японській гравюрі.
Лунають у цей час і критичні голоси, сатира на сучасні порядки. У китайській та в'єтнамській літературі засуджується традиційна система екзаменів при наборі чиновників («Неофіційна історія конфуціанців» Цзин-цзи). Більшість мислителів регіону розвивали нові ідеї у межах традиційних філософських систем, конфуціанства або буддизму. Визначний в'єтнамський поет Нгуен Зу розкриває «Стогін змученої душі» (поема) у категоріях буддійських уявлень про незворотність долі, але одразу вносить іншу, антифаталістичну, інтонацію, вкладає у вуста героя цілу програму, що стверджує право людини самій вирішувати свою долю. Лише в окремих випадках критика соціальної невлаштованості отримувала сміливість і гостроту. Наприклад, японський мислитель Андо Сьоекі («Справжні закони природи») відкинув усілякі компроміси з офіційною ідеологією, виступив з суто матеріалістичних позицій. Визнання до нього прийшло лише у 20 столітті, як і до корейського діяча раціоналістичної філософської школи сірхак Лі Іка (1682-1764).
У літературі цього періоду можна говорити лише про окремі просвітницькі тенденції, які згодом призведуть до ідейного перелому у другій половині 19 століття, коли просвітницький рух розгорнеться майже у всіх країнах Сходу.

## Спільне і відмінне

### Оптимізм і песимізм
У країнах Європи, де просвітницькі ідеї склались у цілісну систему, для літератури 18 століття був характерний історичний оптимізм, нездоланна віра у перемогу розуму над глупотою і упередженнями, свободи над тиранією.
Життєрадісні мотиви неважко знайти і в письменників Сходу, але тут була зовсім інша природа оптимізму та песимізму. Ці поняття в їхньому європейському смислі неможливо застосувати для оцінки конфуціанських чи буддійських стереотипів 18 століття.

### Роль традиції
І на Заході і на Сході література 18 століття опиралась на багатовікову традицію. Але характер цих традицій і їхня роль на Сходу зовсім не схожі на роль античної культури в європейських літературах 18 століття. Міфологія, яка була ґрунтом давньогрецької літератури, у 18 столітті сприймалась лише як система художніх образів — релігійні уявлення давніх греків зникли разом з загибеллю античного світу. Давня та середньовічна культура країн Сходу була органічно пов'язана з філософськими та релігійними концепціями Конфуція, Лао-цзи, буддизму та ісламу, які настільки пронизували свідомість людей, що навіть критика віджилих феодальних інституцій була можлива лише в категоріях традиційних етичних і релігійних учень.

### Реалістичність
У той же час можна знайти певні загальні тенденції, що проявляються в окремих літературах різних кінців світу. Очевидно, наприклад, що, на відміну від країн Близького Сходу та Південно-Східної Азії, у літературах Східної Азії (Далекого Сходу) існують явища, що дозволяють здійснювати порівняння з європейськими літературами. Причому в літературах цього регіону йдеться не лише про зміну жанрових форм, — наприклад, у прозі виникали широкі можливості для подолання умовності, символіки та фантастики середньовічної культури, для зближення літератури з життям. Прозаїчні твори стають складнішими, багатшими, поступово знімається «плоскість», характерна для середньовічних творів. Проте у прозі країн Східної Азії відбувається лише накопичення прийомів реалістичного відображення дійсності. Вони ще не складаються у цілісну естетичну систему. Прикладом може бути роман Цао Сюе-циня «Сону червоному теремі» (вид. 1791), в якому критичні моменти, незадоволення героєм оточуючою дійсністю вписуються у складну систему даоських та буддійських символів. Символічна сама назва роману, і багатозначні імена героїв, що відроджують міфологічні уявлення далекої давнини.
Нові форми естетичного освоєння життя, що проявлялися у прозі, у свою чергу, впливали на зміст і форму поезії. У поезії проникають будні життя, поети частіше звертають до долі звичайної людини. Таким чином долається прірва, що існувала у минулому між прозаїчними і поетичними жанрами. Прагнення до зображення буденного життя зближало, у найзагальніших рисах, літератури Європи та Далекого Сходу.

### Літературна мова
Проблема літературної мови у 18 столітті не лише зберігає своє значення, а й, в окремих районах світу, набуває нової гостроти. Боротьба за національну мову, звичайно, по-різному протікає у країнах незалежних і пригноблених. У чехів, словаків та південних слов'ян йшлося перш за все про незалежність свого народу, за відродження національної культури, а це відродження було немислиме без утвердження і розвитку національної мови.
Інший аспект мовної проблеми — збереження давньої мови як наукової або ритуальної, або навіть мови літератури. У європейських культурах таку роль виконувала латина, у східнослов'янських — церковнослов'янська. У країнах Південної та Південно-Східної Азії схожу роль відіграє палі, а також санскрит, на якому у 18 столітті в Індії продовжуються створюватись літературні твори, вже малодоступні читачеві.
У 18 столітті у багатьох країнах зберігається двомовність. Так, у Кореї та В'єтнамі, навіть у Японії література створюється і на національних мовах, і на загальнорегіональній літературній мові, у основу якого покладені лексичні і граматичні норми давньокитайської мови. У Китаї продовжується розвиток літератур класичною літературною мовою (веньянь) та живою мовою (байхуа), на якій пишуться романи. При цьому у жанровому відношенні твори, написані китайською мовою у Кореї або В'єтнамі, тісно пов'язані з традицією китайської класичної літератури.
Своєрідна ситуація складається у зв'язку з колоніальними завоюваннями. У більшості країн Африки і в деяких країнах Азії та чи інша європейська мова поширюється поряд з місцевими національними. Щоправда, це ще не призводить до взаємодії культур і мов.
Для мов, які вже склались як національні, у 18 столітті залишалось завдання закріплення та розширення, збагачення мовних норм.

## Взаємозв'язки
Протягом 18 століття у Європі у цілому сильно зростає інтерес до життя, звичаїв та культури країн Сходу. Так, у Франції ще наприкінці 17 століття з'явилась багатотомна «Східна бібліотека». На початку 18 століття з'являються переклади з арабської, перської та інших мов. Особливий успіх має видання «Тисячі й однієї ночі», що викликало безліч наслідувань. З французької багато з цих книг перекладаються на інші мови. Про інтерес до Сходу свідчить відомий переклад «Шакунтали» Калідаси (в Англії здійснений В.Джонсом, у Німеччині — Форстером). Дуже популярними стали східні теми, сюжети і образи. Монтеск'є, Вольтер, Голдсміт, Віланд та багато інших звертаються до них.

### Рекомендована література
- Артамонов С. Д. История зарубежной литературы 17-18 вв. — М., 1987. — 608 с.
- История зарубежной литературы 18 века: Учебник / Под редакцией З. И. Плавскина. — М., 1991.